# Blagotin, grad dobrih ljudi
„Blagotin, grad dobrih ljudi“ je dokumentarna tv mini-serija od tri epizode reditelja Slobodana Ž. Jovanovića, a u proizvodnji Radio-televizije Srbije, 1993. godine.
Serija otkriva tajnu Blagotina, izuzetno važnog neolitskog nalazišta na Balkanu, u Jugozapadnoj Srbiji, nedaleko od grada Trstenika. Izuzetnog po tome što je arheološka ekipa beogradskog univerziteta koju predvodi dr Svetozar Nani Stanković pronašla prvi zidani hram u istoriji čovečanstva. Hramovi su u Neolitu obično bili deo kuće, ali ovde se hram nalazi u okviru blagotinskog naselja, na trgu prečnika 30 metara, i to u njegovom samom centru, kao zasebna građavina. Hram je zidan 6000 godina pre Hrista. Imao je oltar koji je polu-zidom bio odvojen od profanog prostora oblika presečene pečurke i gde su se nalazila četiri prestola postavljena tako da pokazuju aspolutni sever-jug, a na ovim prostorima po suncu ili po mesecu nikada ne može da se odredi apsolutni sever-jug. U inicijalnom delu oltara , na dubini od 2,5 metra, nalazila se razbijena lobanja jelena sa rogovima postavljenim pod odredjenim uglom, što se prvi put pojavljuje u istoriji čovečanstva. U unutrašnjosti oltara pojavljuje se cik-cak linija koja je usko vezana za kult. U južnom delu hrama nađene su dve skulpture boginje „Velike majke“ okrenute licem ka zapadu. Donji deo skulptura je sa jako naglašenim gluteima, stilizovanim i skraćenim nogama, i predstavlja simbol žene praroditeljice, dok gornji deo figura predstavlja stilizovanu glavu jelena, simbol muškog principa. Ove neobične figure predstavljaju muški princip i ženski princip sjedinjene u jednoj jednostavno napravljenoj skulpturi i ostavština su neolitskog čoveka za budućnost koja u sebi nosi kompletnu filozofiju ljudske vrste. Pored mnogih drugih predmeta nađeni su modeli zrna pšenice od gline koji su donošeni kao darovi u hram, zatim alati, sečiva, igračke i amuleti za zaštitu od zlih duhova. Nađeni su i darovi u obliku nakita čak iz pensilvanijskih Alpi, što znači da je Blagotin bio značajni religijski centar, svetilište gde se u odredjeno doba godine sakupljao narod celog Balkana i Evrope. Utvrđeno je da su se u Blagotinu pravili prvi hlebovi, što za 3000 godina pomera starost prvog hleba, jer se do nalazišta Blagotina smatralo da se prvi hleb pojavio oko 3000 godine p.n.e u gradu Uru. Naselje Blagotin imalo je sve odlike velikog grada. Prostiralo se na jednom hektaru zemlje i imalo je oko 100 stambenih objekata, povezanih ulicama koje su se slivale ka trgu i njegovom centru, tj. hramu. Nažalost do sada je istraženo samo 2,5% nalazišta. Blagotin nije imao bedema i zbog toga je i dobio naziv „Blagotin, grad dobrih ljudi“.
Sa žaljenjem, sa preranom i iznenadnom smrću dr Svetozara Nani Stankovića stalo se sa arheološkim iskopavanjima na lokalitetu Blagotina, a obustavljena je i inovatorska ideja studentskih arheoloških kampova. Doktorat koji je ovaj vrsni pedagog i naučnik napisao na temu arheološkog nalazišta Blagotin nepravedno je zapostavljen i zaboravljen.

## Autorska ekipa
- Reditelj Slobodan Ž. Jovanović
- Adaptacija teksta Slobodan Ž. Jovanović
- Scenario Slobodan Ž. Jovanović
- Kompozitor Petar Antonović
- Direktor fotografije Zoran Sinđelić
- Montažer Nebojša Stanković

## Pojavljuju se
- dr Svetozar Nani Stanković
- Božidar Zečević
- Haskel Grinfild, profesor antropologije i arheologije na Manatola univerzutetu u Vinipegu, Kanada.
- Studenti Arheologije Beogradskog Univerziteta

## Vodi još
- Zaveštanje (emisija)
- Glineni model zrna pšenice iz Blagotina

## Spoljašnje veze
- Blagotin, grad dobrih ljudi на веб-сајту  (језик: енглески)
- Blagotin, grad dobrih ljudi (01) на веб-сајту
- Blagotin, grad dobrih ljudi (02) на веб-сајту
- Blagotin, grad dobrih ljudi (03) на веб-сајту